# 林家樂
林家樂（英語：Killian Lin Jia Le，12月23日—），曾用藝名安祐德，是一位台灣藝人、歌手、演員及綜藝主持人。他擁有荷蘭及排灣族血統，多元的文化背景為其演藝事業增添獨特風格。林家樂於2016年憑藉網路劇《明星志願》中飾演的「姚子奇」一角獲得關注，並在2024年參加香港無綫電視藝員訓練班第33期，進一步拓展其演藝事業。

## 生平履歷

### 早年生活
林家樂出生於台灣台北市，自幼對表演藝術展現濃厚興趣。2006年，林家樂參與Channel V節目《模范棒棒堂》，雖未成為正式成員，但因此被韓國JYPE相中，前往韓國接受練習生訓練，與韓國偶像團體2PM、2AM同為出道組練習生。

### 演藝事業
2010年，林家樂因參加台灣綜藝節目《大學生了沒》而受到關注，被稱為「校園夢幻帥哥」，逐漸在娛樂圈嶄露頭角。2011年，他參與韓國E_CHANNEL節目《4Minute的老師好帥》（4Minute's Mr.Teacher），擔任韓國女子天團4Minute的台灣老師，並因表現出色被譽為「台灣花美男」。同年，他參與韓國Mnet電視台《SuperStar K3》節目主題曲《FLY》的MV拍攝，與Super Junior - K.R.Y合作，進一步提升知名度。
2012年，林家樂短暫回台，參與《模范棒棒堂》同門系列衍生節目《我愛男子漢》，並在節目中獲得「最佳魅力獎」。此外，他還主演了多支廣告，包括《康師傅冰茶-快樂我掌控》、《85度c - 母親節蛋糕》及《澎澎-香香洗髮精》等。
2016年，林家樂在網路劇《明星志願》中飾演「姚子奇」一角，憑藉自然的演技獲得觀眾好評，進一步鞏固其演員身份。2020年，他以第200梯替代役公益大使團成員身份完成服役，並於同年3月退伍。
2024年，林家樂參加香港無綫電視藝員訓練班第33期，並與新科視帝張振朗及劉佩玥、陳曉華等TVB力捧藝員一同錄製綜藝節目《來吧！哪裡怕！》。

### 語言能力
林家樂精通多種語言，包括韓語、日語、粵語、閩南語及英語。

## 作品

### 戲劇
- 《明星志願》（2016年，飾演姚子奇）
- 《命運交叉路 - 陰陽蝶》（飾演安德烈）[9]

### 綜藝節目
- 《模范棒棒堂》（2006年）
- 《大學生了沒》（2010年）
- 《4Minute的老師好帥》（2011年）
- 《我愛男子漢》（2012年）
- 《日韓音樂瘋》（2012年）